# Limnodea arkansana
Limnodea arkansana är en gräsart som först beskrevs av Thomas Nuttall, och fick sitt nu gällande namn av Chester Dewey. Limnodea arkansana ingår i släktet Limnodea och familjen gräs. Inga underarter finns listade i Catalogue of Life.